# Rohovládova Bělá

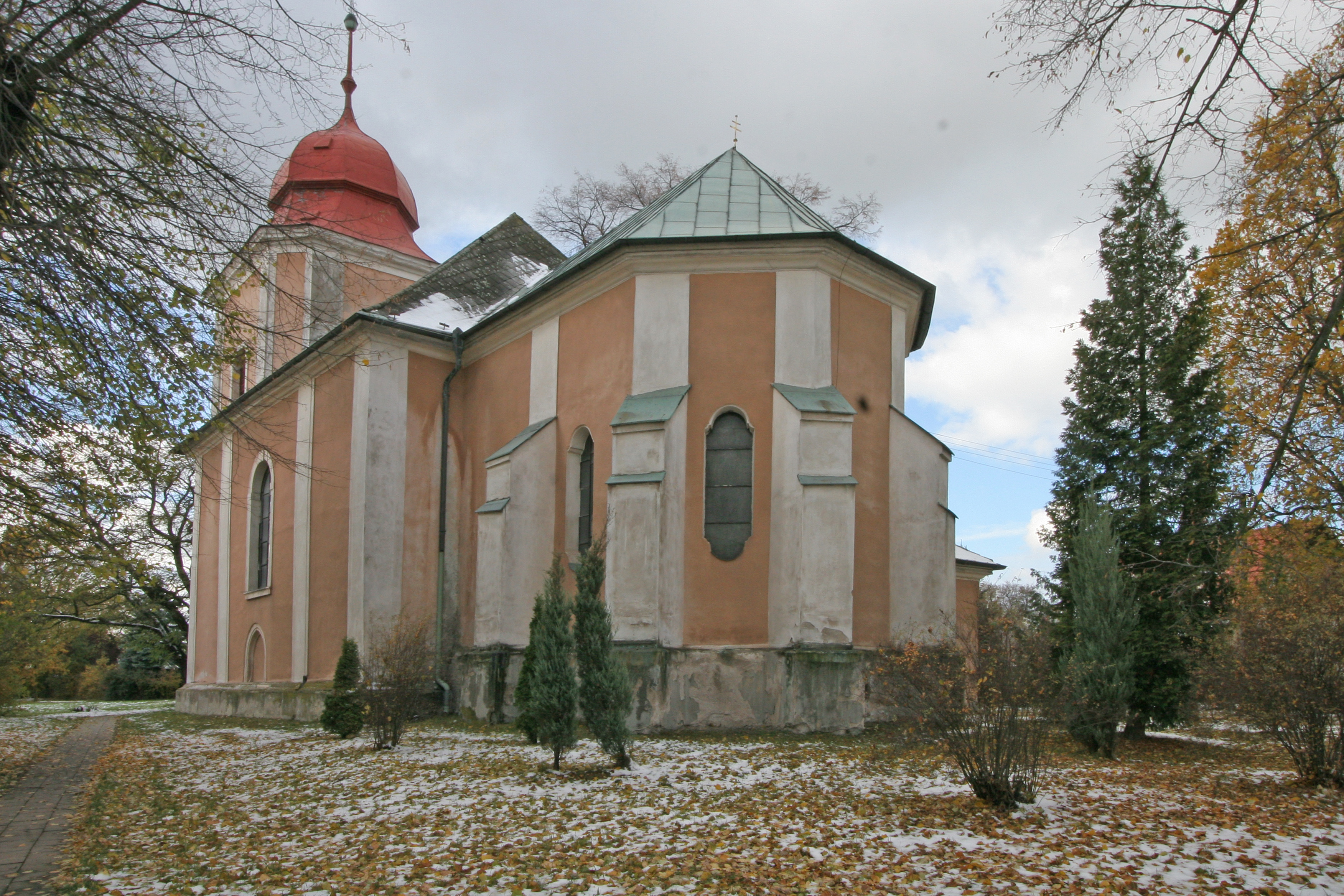
Kirche St. Peter und Paul

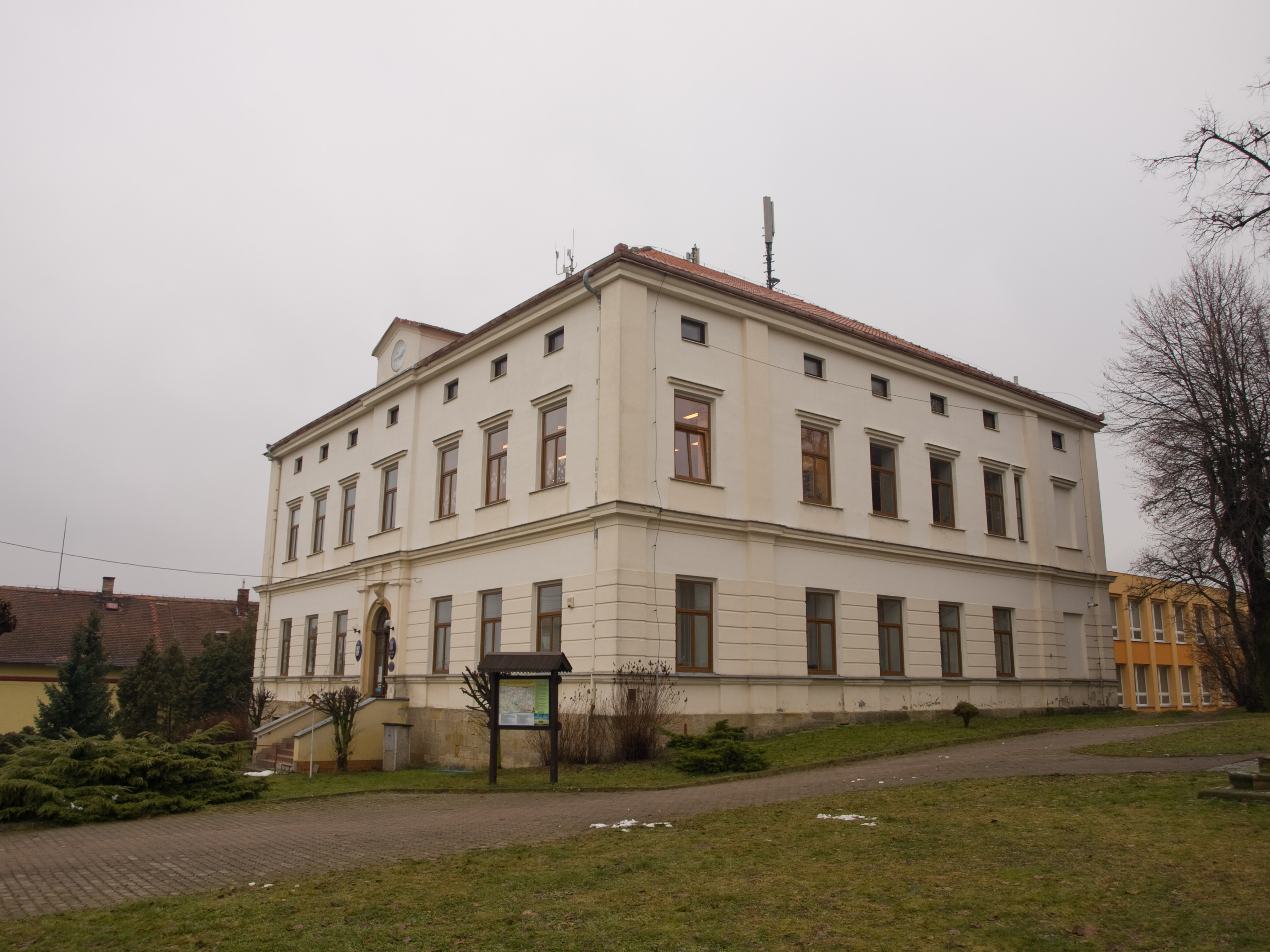
Gemeindeamt

Rohovládova Bělá (deutsch Biela) ist eine Gemeinde im Okres Pardubice in Tschechien. Sie liegt 15 Kilometer nordwestlich des Stadtzentrums von Pardubice.

## Geographie
Rohovládova Bělá befindet sich auf einer Anhöhe rechtsseitig über dem Tal des Baches Bukovka auf der Dobřenická plošina (Dobrzenitzer Hochfläche). Im Ort kreuzt sich die Straße I/36 zwischen Nové Město und Lázně Bohdaneč mit der Straße II/323 zwischen Nechanice und Přelouč. Südöstlich liegt der Teich Trhoňka.
Nachbarorte sind Kasaličky, Kasalice und Pravy im Norden, Rohoznice im Nordosten, Křičeň und Habřinka im Osten, Bukovka, Na Samotě und Neratov im Südosten, Přelovice und Vlčí Habřina im Süden, Sopřeč und Vyšehněvice im Südwesten, Žáravice im Westen sowie Voleč, Ve Střídmí und V Austrálii im Nordwesten.

## Geschichte
Der ursprüngliche Name Bělá leitet sich wahrscheinlich von den hier vorherrschenden hellen Sandböden her. Die erste schriftliche Erwähnung des Dorfes erfolgte 1282, als die Herren Bukůvký von Bukůvka auf Bukovka in Bělá eine dem hl. Georg geweihte hölzerne Kapelle errichten ließen. Bei der Erbteilung der Güter zwischen den fünf Brüdern Rohovlad, Bohuněk, Beneš, Mikuláš und Jan Bukůvký von Bukůvka fiel Bělá im Jahre 1375 Rohovlad Bukůvký zu. Die Familie Bukůvký von Bukůvka hielt das Dorf bis ins 15. Jahrhundert. Im Jahre 1513 verkauften die Erben des Bavor Bukovský von Hustiřan die Feste Bukovka mit den Dörfern Bukovka, Habřinka und Bělá, der wüsten Feste Jílovka sowie dem wüsten Dorf Mokrý  an Wilhelm von Pernstein.  Als Jaroslav von Pernstein 1560 die Herrschaft Kunburg an König Ferdinand I. verkaufte, gehörte Bělá zu deren Gütern. 1767 erfolgte der Bau der neuen Kirche. Die zur Pfarrei Bohdanetsch gehörige Filialkirche St. Peter und Paul erhielt 1781 einen eigenen Lokalisten. 1807 wurde die Kirche zur Pfarrkirche erhoben, der Bohdanetscher Pfarrer besaß aber weiterhin landwirtschaftliche Grundstücke und Wirtschaftsgebäude in Bělá.
Im Jahre 1835 bestand das im Chrudimer Kreis gelegene Dorf Biela bzw. Běla aus 45 Häusern, in denen 382 Personen, darunter drei protestantische und zwei jüdische Familie lebten. Unter dem Patronat des Religionsfonds standen die Pfarrkirche St. Peter und Paul sowie die Schule. Außerdem gab es im Ort ein großes steinernes Judenhaus mit Synagoge und eine eingängige Mühle. Biela war Pfarrort für Bukowka, Habřinka, Habřina vlčj, Sopertsch, Wischenowitz, Unter-Kasalitz, Ober-Kasalitz, Woletsch und Žarowitz. Bis zur Mitte des 19. Jahrhunderts blieb Biela der k.k. Kameralherrschaft Pardubitz untertänig.
Nach der Aufhebung der Patrimonialherrschaften bildete Bělá ab 1849 eine Gemeinde im Gerichtsbezirk Přelauč. Ab 1868 gehörte die Gemeinde zum Bezirk Pardubitz. Auf Anordnung der Linguistischen Kommission in Prag wurde 1923 der Ortsname in Rohovládova Bělá abgeändert. 1949 wurde Rohovládova Bělá dem Okres Přelouč zugeordnet; dieser wurde im Zuge der Gebietsreform von 1960 aufgehoben, seitdem gehört die Gemeinde zum Okres Pardubice.

## Gemeindegliederung
Für die Gemeinde Rohovládova Bělá sind keine Ortsteile ausgewiesen. Zu Rohovládova Bělá gehört die Einschicht Na Samotě.

## Sehenswürdigkeiten
- Barocke Kirche St. Peter und Paul. Sie wurde 1767 anstelle eines aus dem 14. Jahrhundert stammenden Vorgängerbaus errichtet. Die drei Glocken wurden 1752, 1768 und 1778 gegossen.
- Statue des hl. Johannes von Nepomuk
- Statue des Schutzengels
- Ehemalige Schule, heute Sitz des Gemeindeamts
- Von Rohovládova Bělá bietet sich nach Norden, Westen und Süden eine weite Aussicht.